# کلاه از سر برداشتن

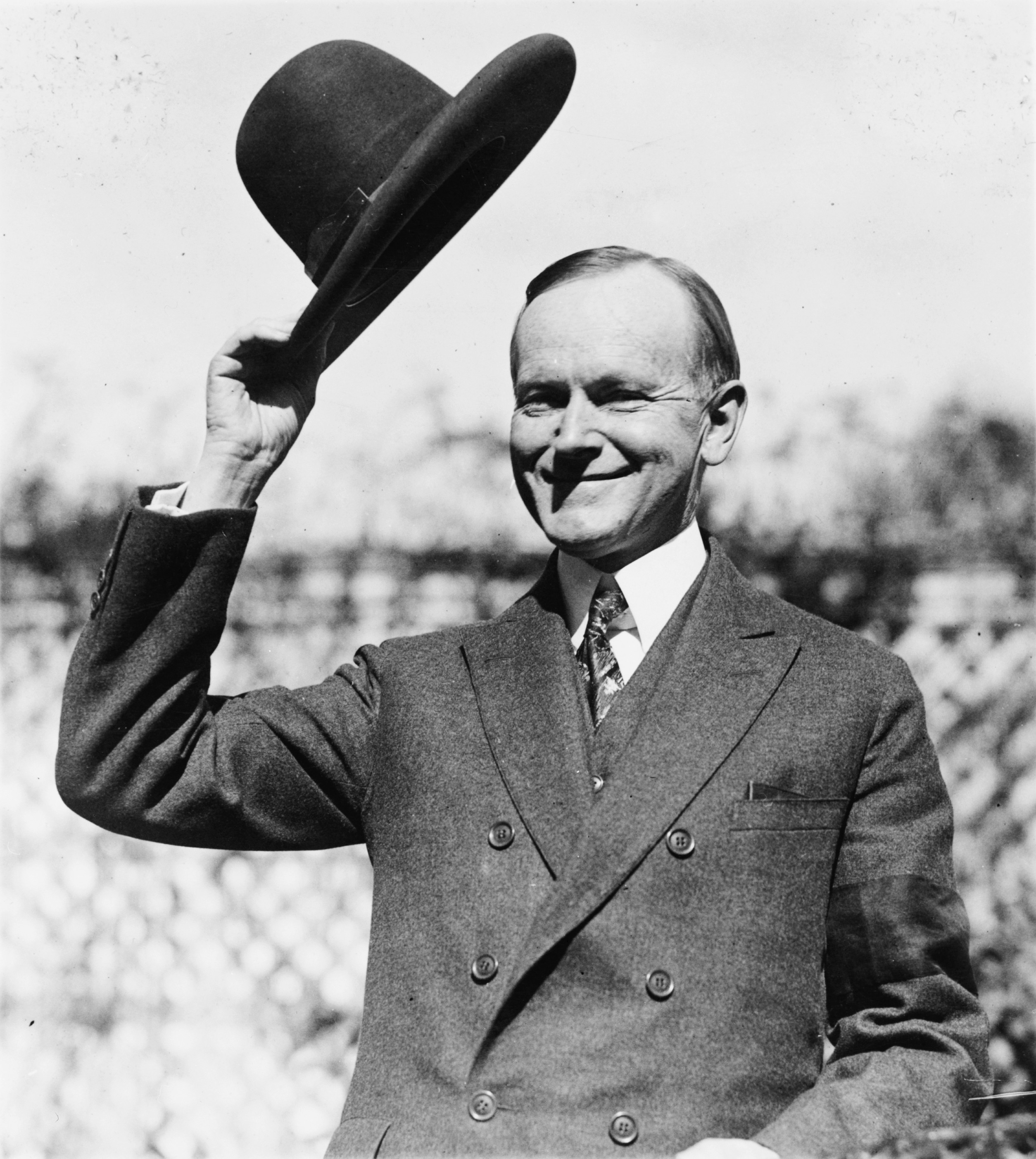
رئیس جمهور آمریکا کالوین کولیج به احترام کلاه خود را برداشته است، 1924

کلاه از سر برداشتن نوعی احترام گذاشتن به‌ویژه در فرهنگ غرب می باشد.
به‌طور کلی کلاه از سر برداشتن نمادی برای ادای احترام و ارزش قائل شدن برای طرف مقابل می باشد.
پس زمانی که فردی در مقابل دیگری ایستاده است و  کلاه را از سر برمی دارد نشانه اوج احترامی است که برای طرف مقابل قائل است.